# McDougall-Sund
Der McDougall-Sund (englisch McDougall Sound) ist die Wassermasse im kanadisch-arktischen Archipel, welche die zu den Königin-Elisabeth-Inseln gehörenden Inseln Bathurst Island und Cornwallis Island trennt. Innerhalb des McDougall-Sundes liegen mehrere kleine Inseln wie Wood Island, Neal Islands, Truro Island und Baker Island. An der Südküste von Little Cornwallis Island teilt er sich in die Pullen Strait und die Crozier Strait auf, in welcher weitere Inseln wie zum Beispiel Milne Island liegen.

## Namensgebung
Der Sund erhielt seinen Namen nach George F. McDougall (1825–1871), welcher den Sund 1851, bei der Suche der Franklin-Expedition mit Horatio Thomas Austin, entdeckte.

## Fauna
Der Sund ist die Heimat von Bartrobben und Walrossen.